# Extraliga 2022-2023 (pallavolo femminile, Slovacchia)
L'Extraliga 2022-2023, 30ª edizione della massima serie del campionato slovacco di pallavolo femminile si è svolta dal 24 settembre 2022 al 26 aprile 2023: al torneo hanno partecipato dieci squadre di club slovacche e la vittoria finale è andata per la ventunesima volta, la quarta consecutiva, allo Slávia Bratislava.

## Regolamento

### Formula
La formula ha previsto:
- Regular season, disputata con un girone all'italiana, con gare di andata e ritorno, per un totale di diciotto giornate. Le prime quattro squadre classificate hanno acceduto alla seconda fase nel gruppo A, mentre le squadre classificate dal quinto al decimo posto nel gruppo B, in entrambi i casi conservando i punti ottenuti;
- Seconda fase, disputata con un ulteriore girone all'italiana, con gare di andata e ritorno, con le squadre divise in due gruppi. Al termine di questa seconda fase la squadra federale della SVF ha lasciato la competizione, mentre l'ultima classificata del gruppo B (esclusa, eventualmente, la SVF) è retrocessa in 1. Liga;
- Play-off scudetto, strutturati in quarti di finale, disputati al meglio delle due vittorie su tre gare, e semifinali, finale per il terzo posto e finale, al meglio di tre vittorie su cinque gare. Le due squadre perdenti i quarti di finale meglio classificate al termine della regular season hanno acceduto alla finale il quinto posto, mentre le due ulteriori squadre perdenti hanno acceduto alla finale per il settimo posto;
- Finali per il quinto posto ed il settimo posto, al meglio delle due vittorie su tre gare[2].

### Criteri di classifica
Se il risultato finale è stato di 3-0 o 3-1 sono stati assegnati 3 punti alla squadra vincente e 0 a quella sconfitta, se il risultato finale è stato di 3-2 sono stati assegnati 2 punti alla squadra vincente e 1 a quella sconfitta.
L'ordine del posizionamento in classifica è stato definito in base a:
- Numero di vittorie;
- Punti;
- Ratio dei set vinti/persi;
- Ratio dei punti realizzati/subiti;
- Risultati degli scontri diretti[2].

## Squadre partecipanti
| Club              | Stagione | Città                | Impianto                    | Stagione precedente        |
| ----------------- | -------- | -------------------- | --------------------------- | -------------------------- |
| Brusno            | dettagli | Brusno               | ŠH Základná Škola           | 3ª in Extraliga            |
| Hit Trnava        | dettagli | Trnava               | Mestská športová hala       | 7ª in Extraliga            |
| Nové Mesto n/V    | dettagli | Nové Mesto nad Váhom | Mestská športová hala       | 4ª in Extraliga            |
| Prešov            | dettagli | Prešov               | Športová hala Spojená škola | 6ª in Extraliga            |
| Slávia Bratislava | dettagli | Bratislava           | Športová hala Dom športu    | Campione di Slovacchia     |
| SVF               | dettagli | Bratislava           | Mestská športová hala       | 9ª in Extraliga            |
| ŠVK Pezinok       | dettagli | Pezinok              | ŠH SOŠ                      | 8ª in Extraliga            |
| UKF Nitra         | dettagli | Nitra                | Mestská športová hala       | 2ª in Extraliga            |
| VKP Bratislava    | dettagli | Bratislava           | Športová hala Dom športu    | 5ª in Extraliga            |
| Žilina            | dettagli | Žilina               | Športová hala T1            | 1ª in 1. Liga (girone Est) |

## Torneo

### Regular season

#### Risultati
| Prima giornata |                               |     |                                   |
|                |                               |     |                                   |
| 25-09          | Žilina - Hit Trnava           | 1-3 | 25-21, 19-25, 19-25, 15-25        |
| 24-09          | UKF Nitra - Slávia Bratislava | 0-3 | 23-25, 20-25, 23-25               |
| 24-09          | ŠVK Pezinok - Nové Mesto n/V  | 0-3 | 11-25, 22-25, 13-25               |
| 24-09          | Brusno - VKP Bratislava       | 0-3 | 16-25, 16-25, 18-25               |
| 24-09          | SVF - Prešov                  | 3-2 | 25-12, 25-27, 27-25, 16-25, 15-12 |

| Seconda giornata |                                 |     |                     |
|                  |                                 |     |                     |
| 02-10            | Hit Trnava - Prešov             | 3-0 | 25-13, 25-21, 25-17 |
| 30-09            | VKP Bratislava - SVF            | 3-0 | 25-22, 26-24, 25-19 |
| 01-10            | Nové Mesto n/V - Brusno         | 3-0 | 25-22, 31-29, 25-13 |
| 02-10            | Slávia Bratislava - ŠVK Pezinok | 3-0 | 25-17, 25-12, 25-9  |
| 01-10            | Žilina - UKF Nitra              | 0-3 | 21-25, 11-25, 10-25 |

| Terza giornata |                            |     |                            |
|                |                            |     |                            |
| 08-10          | UKF Nitra - Hit Trnava     | 1-3 | 17-25, 24-26, 25-21, 17-25 |
| 08-10          | ŠVK Pezinok - Žilina       | 3-0 | 25-16, 25-20, 25-23        |
| 08-10          | Brusno - Slávia Bratislava | 0-3 | 8-25, 16-25, 9-25          |
| 08-10          | SVF - Nové Mesto n/V       | 3-0 | 26-24, 25-23, 25-19        |
| 08-10          | Prešov - VKP Bratislava    | 1-3 | 19-25, 17-25, 25-17, 11-25 |

| Quarta giornata |                             |     |                                   |
|                 |                             |     |                                   |
| 15-10           | Hit Trnava - VKP Bratislava | 3-2 | 25-19, 25-21, 17-25, 23-25, 15-10 |
| 15-10           | Nové Mesto n/V - Prešov     | 3-1 | 25-18, 25-27, 25-19, 25-22        |
| 14-10           | Slávia Bratislava - SVF     | 3-1 | 25-9, 25-13, 20-25, 25-8          |
| 15-10           | Žilina - Brusno             | 3-1 | 19-25, 25-21, 25-23, 25-22        |
| 14-10           | UKF Nitra - ŠVK Pezinok     | 3-1 | 25-14, 17-25, 25-8, 25-16         |

| Quinta giornata |                                 |     |                                   |
|                 |                                 |     |                                   |
| 22-10           | ŠVK Pezinok - Hit Trnava        | 2-3 | 26-24, 25-21, 14-25, 14-25, 12-15 |
| 22-10           | Brusno - UKF Nitra              | 0-3 | 15-25, 19-25, 23-25               |
| 22-10           | SVF - Žilina                    | 3-0 | 25-21, 25-17, 25-11               |
| 22-10           | Prešov - Slávia Bratislava      | 0-3 | 25-27, 16-25, 10-25               |
| 22-10           | VKP Bratislava - Nové Mesto n/V | 3-1 | 25-14, 15-25, 25-20, 25-19        |

| Sesta giornata |                                    |     |                                   |
|                |                                    |     |                                   |
| 29-10          | Hit Trnava - Nové Mesto n/V        | 3-0 | 25-21, 25-18, 25-19               |
| 29-10          | Slávia Bratislava - VKP Bratislava | 3-1 | 19-25, 25-22, 25-20, 25-19        |
| 29-10          | Žilina - Prešov                    | 1-3 | 20-25, 25-22, 24-26, 21-25        |
| 27-10          | UKF Nitra - SVF                    | 3-2 | 24-26, 30-28, 19-25, 25-23, 15-13 |
| 28-10          | ŠVK Pezinok - Brusno               | 3-0 | 25-14, 25-18, 25-20               |

| Settima giornata |                                    |     |                           |
|                  |                                    |     |                           |
| 05-11            | Brusno - Hit Trnava                | 0-3 | 18-25, 14-25, 18-25       |
| 05-11            | SVF - ŠVK Pezinok                  | 3-0 | 25-16, 29-27, 25-21       |
| 06-11            | Prešov - UKF Nitra                 | 0-3 | 14-25, 21-25, 19-25       |
| 05-11            | VKP Bratislava - Žilina            | 3-1 | 25-27, 25-9, 25-10, 25-11 |
| 05-11            | Nové Mesto n/V - Slávia Bratislava | 0-3 | 15-25, 12-25, 13-25       |

| Ottava giornata |                                |     |                                   |
|                 |                                |     |                                   |
| 13-11           | Hit Trnava - Slávia Bratislava | 2-3 | 29-27, 17-25, 25-20, 10-25, 14-16 |
| 12-11           | Žilina - Nové Mesto n/V        | 0-3 | 14-25, 7-25, 17-25                |
| 12-11           | VKP Bratislava - UKF Nitra     | 3-0 | 25-20, 28-26, 25-17               |
| 12-11           | ŠVK Pezinok - Prešov           | 0-3 | 23-25, 23-25, 23-25               |
| 12-11           | Brusno - SVF                   | 0-3 | 15-25, 15-25, 23-25               |

| Nona giornata |                              |     |                                   |
|               |                              |     |                                   |
| 18-11         | Hit Trnava - SVF             | 1-3 | 20-25, 27-25, 21-25, 21-25        |
| 19-11         | Prešov - Brusno              | 2-3 | 24-26, 25-20, 25-23, 23-25, 12-15 |
| 19-11         | VKP Bratislava - ŠVK Pezinok | 3-0 | 25-19, 25-18, 25-18               |
| 19-11         | Nové Mesto n/V - UKF Nitra   | 3-2 | 21-25, 22-25, 25-22, 25-15, 15-12 |
| 19-11         | Žilina - Slávia Bratislava   | 0-3 | 23-25, 13-25, 18-25               |

| Decima giornata |                               |     |                            |
|                 |                               |     |                            |
| 26-11           | Hit Trnava - Žilina           | 3-0 | 25-21, 25-13, 25-13        |
| 17-01           | Slávia Bratislava - UKF Nitra | 3-0 | 25-17, 25-19, 25-20        |
| 26-11           | Nové Mesto n/V - ŠVK Pezinok  | 3-1 | 25-20, 23-25, 25-16, 25-18 |
| 26-11           | VKP Bratislava - Brusno       | 3-0 | 25-17, 25-13, 25-9         |
| 26-11           | Prešov - SVF                  | 1-3 | 9-25, 25-18, 19-25, 13-25  |

| Undicesima giornata |                                 |     |                            |
|                     |                                 |     |                            |
| 03-12               | Prešov - Hit Trnava             | 1-3 | 19-25, 25-21, 13-25, 22-25 |
| 02-12               | SVF - VKP Bratislava            | 0-3 | 12-25, 16-25, 11-25        |
| 03-12               | Brusno - Nové Mesto n/V         | 3-0 | 26-24, 25-20, 25-17        |
| 04-12               | ŠVK Pezinok - Slávia Bratislava | 0-3 | 17-25, 12-25, 10-25        |
| 03-12               | UKF Nitra - Žilina              | 3-1 | 23-25, 25-22, 25-17, 25-20 |

| Dodicesima giornata |                            |     |                                   |
|                     |                            |     |                                   |
| 08-12               | Hit Trnava - UKF Nitra     | 2-3 | 25-20, 21-25, 19-25, 25-23, 15-17 |
| 07-12               | Žilina - ŠVK Pezinok       | 0-3 | 22-25, 23-25, 25-27               |
| 07-12               | Slávia Bratislava - Brusno | 3-0 | 25-21, 25-17, 25-21               |
| 07-12               | Nové Mesto n/V - SVF       | 1-3 | 19-25, 16-25, 26-24, 17-25        |
| 07-12               | VKP Bratislava - Prešov    | 3-1 | 25-15, 25-17, 24-26, 25-21        |

| Tredicesima giornata |                             |     |                            |
|                      |                             |     |                            |
| 10-12                | VKP Bratislava - Hit Trnava | 3-0 | 25-16, 25-17, 25-23        |
| 10-12                | Prešov - Nové Mesto n/V     | 3-1 | 25-21, 20-25, 25-21, 26-24 |
| 10-12                | SVF - Slávia Bratislava     | 0-3 | 17-25, 15-25, 10-25        |
| 10-12                | Brusno - Žilina             | 3-1 | 25-19, 18-25, 25-19, 25-15 |
| 10-12                | ŠVK Pezinok - UKF Nitra     | 1-3 | 26-24, 22-25, 23-25, 18-25 |

| Quattordicesima giornata |                                 |     |                            |
|                          |                                 |     |                            |
| 17-12                    | Hit Trnava - ŠVK Pezinok        | 3-0 | 25-19, 25-12, 25-11        |
| 11-01                    | UKF Nitra - Brusno              | 1-3 | 16-25, 21-25, 25-21, 23-25 |
| 18-01                    | Žilina - SVF                    | 0-3 | 12-25, 17-25, 21-25        |
| 17-12                    | Slávia Bratislava - Prešov      | 3-0 | 25-20, 25-13, 25-10        |
| 17-12                    | Nové Mesto n/V - VKP Bratislava | 0-3 | 10-25, 19-25, 15-25        |

| Quindicesima giornata |                                    |     |                                   |
|                       |                                    |     |                                   |
| 21-12                 | Nové Mesto n/V - Hit Trnava        | 0-3 | 22-25, 18-25, 19-25               |
| 21-12                 | VKP Bratislava - Slávia Bratislava | 1-3 | 23-25, 25-23, 21-25, 15-25        |
| 20-12                 | Prešov - Žilina                    | 3-2 | 25-22, 25-17, 23-25, 18-25, 15-13 |
| 05-01                 | SVF - UKF Nitra                    | 2-3 | 25-21, 25-21, 14-25, 13-25, 12-15 |
| 21-12                 | Brusno - ŠVK Pezinok               | 3-0 | 25-19, 25-21, 25-15               |

| Sedicesima giornata |                                    |     |                     |
|                     |                                    |     |                     |
| 07-01               | Hit Trnava - Brusno                | 3-0 | 25-18, 25-21, 25-14 |
| 07-01               | ŠVK Pezinok - SVF                  | 3-0 | 25-21, 26-24, 25-23 |
| 07-01               | UKF Nitra - Prešov                 | 3-0 | 25-19, 25-23, 25-13 |
| 07-01               | Žilina - VKP Bratislava            | 0-3 | 24-26, 17-25, 11-25 |
| 07-01               | Slávia Bratislava - Nové Mesto n/V | 3-0 | 25-20, 25-12, 26-24 |

| Diciassettesima giornata |                                |     |                                   |
|                          |                                |     |                                   |
| 14-01                    | Slávia Bratislava - Hit Trnava | 2-3 | 25-19, 28-30, 25-27, 25-21, 19-21 |
| 14-01                    | Nové Mesto n/V - Žilina        | 3-0 | 26-24, 25-17, 25-18               |
| 14-01                    | UKF Nitra - VKP Bratislava     | 0-3 | 21-25, 23-25, 17-25               |
| 14-01                    | Prešov - ŠVK Pezinok           | 3-0 | 25-21, 25-19, 25-20               |
| 14-01                    | SVF - Brusno                   | 3-0 | 25-21, 25-15, 25-20               |

| Diciottesima giornata |                              |     |                                   |
|                       |                              |     |                                   |
| 21-01                 | SVF - Hit Trnava             | 3-2 | 17-25, 25-13, 16-25, 25-23, 15-13 |
| 21-01                 | Brusno - Prešov              | 3-1 | 22-25, 25-22, 26-24, 25-16        |
| 21-01                 | ŠVK Pezinok - VKP Bratislava | 0-3 | 19-25, 18-25, 15-25               |
| 21-01                 | UKF Nitra - Nové Mesto n/V   | 3-0 | 25-19, 25-15, 25-10               |
| 21-01                 | Slávia Bratislava - Žilina   | 3-0 | 25-5, 25-8, 25-13                 |

#### Classifica
| Pos. | Squadra           | Pt | G  | V  | P  | SV | SP | Ratio | PF    | PS    | Ratio |
| ---- | ----------------- | -- | -- | -- | -- | -- | -- | ----- | ----- | ----- | ----- |
| 1.   | Slávia Bratislava | 51 | 18 | 17 | 1  | 53 | 8  | 6,625 | 1 500 | 1 041 | 1,441 |
| 2.   | VKP Bratislava    | 46 | 18 | 15 | 3  | 49 | 13 | 3,769 | 1 481 | 1 159 | 1,278 |
| 3.   | Hit Trnava        | 39 | 18 | 13 | 5  | 46 | 24 | 1,917 | 1 591 | 1 409 | 1,129 |
| 4.   | SVF               | 33 | 18 | 11 | 7  | 38 | 28 | 1,357 | 1 426 | 1 388 | 1,027 |
| 5.   | UKF Nitra         | 31 | 18 | 11 | 7  | 37 | 30 | 1,233 | 1 507 | 1 401 | 1,076 |
| 6.   | Nové Mesto n/V    | 20 | 18 | 7  | 11 | 24 | 37 | 0,649 | 1 288 | 1 359 | 0,948 |
| 7.   | Brusno            | 17 | 18 | 6  | 12 | 19 | 41 | 0,463 | 1 204 | 1 400 | 0,860 |
| 8.   | Prešov            | 16 | 18 | 5  | 13 | 25 | 43 | 0,581 | 1 383 | 1 584 | 0,873 |
| 9.   | ŠVK Pezinok       | 13 | 18 | 4  | 14 | 17 | 42 | 0,405 | 1 145 | 1 402 | 0,817 |
| 10.  | Žilina            | 4  | 18 | 1  | 17 | 10 | 52 | 0,192 | 1 129 | 1 511 | 0,747 |

      Qualificata al gruppo A della seconda fase
      Qualificata al gruppo B della seconda fase

### Seconda fase

#### Gruppo A

##### Risultati
| Prima giornata |                             |     |                            |
|                |                             |     |                            |
| 28-01          | Slávia Bratislava - SVF     | 3-0 | 25-23, 25-15, 25-7         |
| 28-01          | VKP Bratislava - Hit Trnava | 3-1 | 25-17, 25-17, 23-25, 25-17 |

| Seconda giornata |                                    |     |                     |
|                  |                                    |     |                     |
| 04-02            | SVF - Hit Trnava                   | 0-3 | 13-25, 16-25, 11-25 |
| 04-02            | Slávia Bratislava - VKP Bratislava | 3-0 | 25-23, 26-24, 25-23 |

| Terza giornata |                                |     |                                  |
|                |                                |     |                                  |
| 18-02          | VKP Bratislava - SVF           | 3-0 | 25-16, 25-19, 25-16              |
| 01-03          | Hit Trnava - Slávia Bratislava | 2-3 | 25-22, 19-25, 25-23, 21-25, 7-15 |

| Quarta giornata |                             |     |                            |
|                 |                             |     |                            |
| 23-02           | SVF - Slávia Bratislava     | 0-3 | 14-25, 22-25, 12-25        |
| 25-02           | Hit Trnava - VKP Bratislava | 3-1 | 19-25, 25-19, 25-21, 25-23 |

| Quinta giornata |                                    |     |                                  |
|                 |                                    |     |                                  |
| 04-03           | Hit Trnava - SVF                   | 3-0 | 26-24, 25-12, 25-20              |
| 04-03           | VKP Bratislava - Slávia Bratislava | 3-2 | 10-25, 19-25, 25-20, 25-18, 15-9 |

| Sesta giornata |                                |     |                            |
|                |                                |     |                            |
| 08-03          | SVF - VKP Bratislava           | 1-3 | 22-25, 22-25, 25-19, 17-25 |
| 10-03          | Slávia Bratislava - Hit Trnava | 3-1 | 30-32, 25-16, 25-16, 25-22 |

##### Classifica
| Pos. | Squadra           | Pt | G  | V  | P  | SV | SP | Ratio | PF    | PS    | Ratio |
| ---- | ----------------- | -- | -- | -- | -- | -- | -- | ----- | ----- | ----- | ----- |
| 1.   | Slávia Bratislava | 66 | 24 | 22 | 2  | 70 | 14 | 5,000 | 2 038 | 1 481 | 1,376 |
| 2.   | VKP Bratislava    | 57 | 24 | 19 | 5  | 62 | 23 | 2,696 | 2 000 | 1 639 | 1,220 |
| 3.   | Hit Trnava        | 49 | 24 | 16 | 8  | 59 | 34 | 1,735 | 2 095 | 1 906 | 1,099 |
| 4.   | SVF               | 33 | 24 | 11 | 13 | 39 | 46 | 0,848 | 1 752 | 1 858 | 0,943 |

      Qualificata ai play-off scudetto

#### Gruppo B

##### Risultati
| Prima giornata |                              |     |                            |
|                |                              |     |                            |
| 28-01          | UKF Nitra - Žilina           | 3-0 | 26-24, 27-25, 25-14        |
| 28-01          | Nové Mesto n/V - ŠVK Pezinok | 3-0 | 25-20, 25-15, 25-15        |
| 28-01          | Brusno - Prešov              | 1-3 | 23-25, 21-25, 25-18, 20-25 |

| Seconda giornata |                            |     |                            |
|                  |                            |     |                            |
| 29-01            | Žilina - Prešov            | 3-0 | 25-21, 27-25, 25-12        |
| 29-01            | ŠVK Pezinok - Brusno       | 0-3 | 21-25, 21-25, 23-25        |
| 29-01            | UKF Nitra - Nové Mesto n/V | 1-3 | 24-26, 21-25, 25-19, 22-25 |

| Terza giornata |                         |     |                            |
|                |                         |     |                            |
| 04-02          | Nové Mesto n/V - Žilina | 3-1 | 18-25, 25-20, 25-16, 25-20 |
| 03-02          | Brusno - UKF Nitra      | 1-3 | 25-19, 21-25, 20-25, 23-25 |
| 04-02          | Prešov - ŠVK Pezinok    | 3-0 | 25-17, 25-10, 25-22        |

| Quarta giornata |                         |     |                            |
|                 |                         |     |                            |
| 05-02           | Žilina - ŠVK Pezinok    | 3-1 | 25-11, 18-25, 25-16, 25-21 |
| 05-02           | UKF Nitra - Prešov      | 3-1 | 19-25, 25-13, 25-18, 26-24 |
| 05-02           | Nové Mesto n/V - Brusno | 0-3 | 21-25, 17-25, 19-25        |

| Quinta giornata |                         |     |                            |
|                 |                         |     |                            |
| 10-02           | Brusno - Žilina         | 1-3 | 21-25, 25-22, 18-25, 24-26 |
| 18-02           | Prešov - Nové Mesto n/V | 1-3 | 25-21, 20-25, 17-25, 11-25 |
| 17-02           | ŠVK Pezinok - UKF Nitra | 0-3 | 18-25, 14-25, 22-25        |

| Sesta giornata |                              |     |                            |
|                |                              |     |                            |
| 19-02          | Žilina - UKF Nitra           | 1-3 | 25-19, 16-25, 22-25, 12-25 |
| 19-02          | ŠVK Pezinok - Nové Mesto n/V | 0-3 | 19-25, 21-25, 15-25        |
| 19-02          | Prešov - Brusno              | 3-0 | 25-13, 25-16, 25-19        |

| Settima giornata |                            |     |                                   |
|                  |                            |     |                                   |
| 22-02            | Prešov - Žilina            | 3-2 | 22-25, 25-12, 25-14, 11-25, 15-12 |
| 26-02            | Brusno - ŠVK Pezinok       | 1-3 | 25-23, 18-25, 20-25, 19-25        |
| 25-02            | Nové Mesto n/V - UKF Nitra | 1-3 | 25-12, 18-25, 21-25, 20-25        |

| Ottava giornata |                         |     |                            |
|                 |                         |     |                            |
| 04-03           | Žilina - Nové Mesto n/V | 1-3 | 23-25, 25-20, 23-25, 23-25 |
| 03-03           | UKF Nitra - Brusno      | 3-1 | 25-14, 22-25, 25-15, 25-15 |
| 04-03           | ŠVK Pezinok - Prešov    | 0-3 | 16-25, 13-25, 20-25        |

| Nona giornata |                         |     |                                   |
|               |                         |     |                                   |
| 05-03         | ŠVK Pezinok - Žilina    | 3-0 | 25-9, 25-15, 25-21                |
| 05-03         | Prešov - UKF Nitra      | 3-2 | 26-24, 25-21, 17-25, 14-25, 16-14 |
| 05-03         | Brusno - Nové Mesto n/V | 1-3 | 25-17, 23-25, 15-25, 22-25        |

| Decima giornata |                         |     |                                   |
|                 |                         |     |                                   |
| 11-03           | Žilina - Brusno         | 2-3 | 25-19, 22-25, 25-7, 21-25, 12-15  |
| 11-03           | Nové Mesto n/V - Prešov | 3-0 | 25-12, 25-17, 25-21               |
| 10-03           | UKF Nitra - ŠVK Pezinok | 2-3 | 25-16, 25-20, 25-27, 22-25, 14-16 |

##### Classifica
| Pos. | Squadra        | Pt | G  | V  | P  | SV | SP | Ratio | PF    | PS    | Ratio |
| ---- | -------------- | -- | -- | -- | -- | -- | -- | ----- | ----- | ----- | ----- |
| 5.   | UKF Nitra      | 54 | 28 | 18 | 10 | 63 | 44 | 1,432 | 2 439 | 2 212 | 1,103 |
| 6.   | Nové Mesto n/V | 44 | 28 | 15 | 13 | 49 | 48 | 1,021 | 2 125 | 2 101 | 1,011 |
| 7.   | Prešov         | 32 | 28 | 11 | 17 | 45 | 60 | 0,750 | 2 158 | 2 359 | 0,915 |
| 8.   | Brusno         | 25 | 28 | 9  | 19 | 34 | 64 | 0,531 | 1 995 | 2 274 | 0,877 |
| 9.   | ŠVK Pezinok    | 21 | 28 | 7  | 21 | 27 | 66 | 0,409 | 1 817 | 2 183 | 0,832 |
| 10.  | Žilina         | 15 | 28 | 4  | 24 | 26 | 75 | 0,347 | 1 948 | 2 354 | 0,828 |

      Qualificata ai play-off scudetto
      Retrocessa in 1. Liga

### Play-off scudetto

#### Tabellone
|  | Quarti di finale | Quarti di finale  | Quarti di finale | Quarti di finale | Quarti di finale |   |                   | Semifinali | Semifinali | Semifinali | Semifinali | Semifinali | Semifinali | Semifinali |                 |                 | Finale          | Finale          | Finale          | Finale          | Finale          | Finale | Finale |  |
|  |                  |                   |                  |                  |                  |   |                   |            |            |            |            |            |            |            |                 |                 |                 |                 |                 |                 |                 |        |        |  |
|  | 1                | Slávia Bratislava | 3                | 3                |                  |   |                   |            |            |            |            |            |            |            |                 |                 |                 |                 |                 |                 |                 |        |        |  |
|  | 1                | Slávia Bratislava | 3                | 3                |                  |   |                   |            |            |            |            |            |            |            |                 |                 |                 |                 |                 |                 |                 |        |        |  |
|  | 8                | ŠVK Pezinok       | 0                | 0                |                  |   |                   |            |            |            |            |            |            |            |                 |                 |                 |                 |                 |                 |                 |        |        |  |
|  | 8                | ŠVK Pezinok       | 0                | 0                |                  | 1 | Slávia Bratislava | 3          | 3          | 3          |            |            |            |            |                 |                 |                 |                 |                 |                 |                 |        |        |  |
|  |                  |                   |                  |                  |                  | 1 | Slávia Bratislava | 3          | 3          | 3          |            |            |            |            |                 |                 |                 |                 |                 |                 |                 |        |        |  |
|  |                  |                   | 5                | Nové Mesto n/V   | 0                | 0 | 1                 |            |            |            |            |            |            |            |                 |                 |                 |                 |                 |                 |                 |        |        |  |
|  | 4                | UKF Nitra         | 5                | Nové Mesto n/V   | 0                | 0 | 1                 | 0          | 0          |            |            |            |            |            |                 |                 |                 |                 |                 |                 |                 |        |        |  |
|  | 4                | UKF Nitra         |                  |                  |                  |   |                   |            |            |            |            |            |            |            |                 |                 |                 |                 |                 |                 |                 |        |        |  |
|  | 5                | Nové Mesto n/V    | 3                | 3                |                  |   |                   |            |            |            |            |            |            |            |                 |                 |                 |                 |                 |                 |                 |        |        |  |
|  | 5                | Nové Mesto n/V    | 3                | 3                |                  | 1 | Slávia Bratislava | 3          | 3          | 3          |            |            |            |            |                 |                 |                 |                 |                 |                 |                 |        |        |  |
|  |                  |                   |                  |                  |                  |   |                   |            |            |            |            |            |            |            |                 |                 |                 |                 |                 |                 |                 |        |        |  |
|  |                  |                   | 2                | VKP Bratislava   | 1                | 2 | 0                 |            |            |            |            |            |            |            |                 |                 |                 |                 |                 |                 |                 |        |        |  |
|  | 7                | Brusno            | 2                | VKP Bratislava   | 1                | 2 | 0                 | 0          | 0          |            |            |            |            |            |                 |                 |                 |                 |                 |                 |                 |        |        |  |
|  | 7                | Brusno            |                  |                  |                  |   |                   | 0          | 0          |            |            |            |            |            |                 |                 |                 |                 |                 |                 |                 |        |        |  |
|  | 2                | VKP Bratislava    | 3                | 3                |                  |   |                   |            |            |            |            |            |            |            |                 |                 |                 |                 |                 |                 |                 |        |        |  |
|  | 2                | VKP Bratislava    | 3                | 3                |                  | 2 | VKP Bratislava    | 3          | 3          | 0          | 2          | 3          |            |            | Finale 3º posto | Finale 3º posto | Finale 3º posto | Finale 3º posto | Finale 3º posto | Finale 3º posto | Finale 3º posto |        |        |  |
|  |                  |                   |                  |                  |                  | 2 | VKP Bratislava    | 3          | 3          | 0          | 2          | 3          |            |            |                 |                 |                 |                 |                 |                 |                 |        |        |  |
|  |                  |                   | 3                | Hit Trnava       | 0                | 0 | 3                 | 3          | 0          |            |            |            |            |            |                 |                 |                 |                 |                 |                 |                 |        |        |  |
|  | 3                | Hit Trnava        | 3                | Hit Trnava       | 0                | 0 | 3                 | 3          | 0          | 3          | 3          |            |            |            | 5               | Nové Mesto n/V  | 2               | 2               | 1               |                 |                 |        |        |  |
|  | 3                | Hit Trnava        |                  |                  |                  |   |                   |            |            |            |            |            |            |            | 5               | Nové Mesto n/V  | 2               | 2               | 1               |                 |                 |        |        |  |
|  | 6                | Prešov            | 1                | 0                |                  |   |                   | 3          | Hit Trnava | 3          | 3          | 3          |            |            |                 |                 |                 |                 |                 |                 |                 |        |        |  |

#### Risultati

##### Quarti di finale
| Gara 1 |                                 |     |                           |
|        |                                 |     |                           |
| 18-03  | Slávia Bratislava - ŠVK Pezinok | 3-0 | 25-13, 25-9, 25-9         |
| 18-03  | Brusno - VKP Bratislava         | 0-3 | 10-25, 12-25, 15-25       |
| 18-03  | Hit Trnava - Prešov             | 3-1 | 19-25, 25-8, 25-22, 25-16 |
| 18-03  | UKF Nitra - Nové Mesto n/V      | 0-3 | 15-25, 23-25, 26-28       |

| Gara 2 |                                 |     |                     |
|        |                                 |     |                     |
| 21-03  | ŠVK Pezinok - Slávia Bratislava | 0-3 | 14-25, 17-25, 14-25 |
| 22-03  | VKP Bratislava - Brusno         | 3-0 | 25-18, 25-14, 25-13 |
| 22-03  | Prešov - Hit Trnava             | 0-3 | 19-25, 14-25, 16-25 |
| 23-03  | Nové Mesto n/V - UKF Nitra      | 3-0 | 28-26, 26-24, 25-15 |

##### Semifinali
| Gara 1 |                                    |     |                     |
|        |                                    |     |                     |
| 29-03  | Slávia Bratislava - Nové Mesto n/V | 3-0 | 25-16, 25-15, 25-17 |
| 29-03  | VKP Bratislava - Hit Trnava        | 3-0 | 27-25, 25-19, 25-14 |

| Gara 2 |                                    |     |                     |
|        |                                    |     |                     |
| 05-04  | Slávia Bratislava - Nové Mesto n/V | 3-0 | 25-22, 25-12, 25-20 |
| 01-04  | Hit Trnava - VKP Bratislava        | 0-3 | 17-25, 22-25, 18-25 |

| Gara 3 |                                    |     |                            |
|        |                                    |     |                            |
| 01-04  | Nové Mesto n/V - Slávia Bratislava | 1-3 | 21-25, 21-25, 25-23, 23-25 |
| 04-04  | VKP Bratislava - Hit Trnava        | 0-3 | 23-25, 19-25, 24-26        |

| Gara 4 |                             |     |                                   |
|        |                             |     |                                   |
| 08-04  | Hit Trnava - VKP Bratislava | 3-2 | 25-23, 25-18, 17-25, 17-25, 15-13 |

| Gara 5 |                             |     |                    |
|        |                             |     |                    |
| 11-04  | VKP Bratislava - Hit Trnava | 3-0 | 25-18, 29-27, 25-9 |

##### Finale 3º posto
| Gara 1 |                             |     |                                   |
|        |                             |     |                                   |
| 15-04  | Hit Trnava - Nové Mesto n/V | 3-2 | 23-25, 25-22, 26-28, 28-26, 15-12 |

| Gara 2 |                             |     |                                   |
|        |                             |     |                                   |
| 19-04  | Nové Mesto n/V - Hit Trnava | 2-3 | 25-27, 21-25, 25-20, 25-10, 12-15 |

| Gara 3 |                             |     |                            |
|        |                             |     |                            |
| 26-04  | Hit Trnava - Nové Mesto n/V | 3-1 | 25-20, 25-21, 21-25, 25-19 |

##### Finale
| Gara 1 |                                    |     |                            |
|        |                                    |     |                            |
| 15-04  | Slávia Bratislava - VKP Bratislava | 3-1 | 30-32, 27-25, 25-14, 25-12 |

| Gara 2 |                                    |     |                                  |
|        |                                    |     |                                  |
| 18-04  | VKP Bratislava - Slávia Bratislava | 2-3 | 25-23, 15-25, 25-16, 22-25, 9-15 |

| Gara 3 |                                    |     |                     |
|        |                                    |     |                     |
| 26-04  | Slávia Bratislava - VKP Bratislava | 3-0 | 25-17, 25-16, 25-18 |

### Finale 5º posto

#### Tabellone
|  | Finale 5º posto |           |   |   |   |  |
|  |                 |           |   |   |   |  |
|  | 4               | UKF Nitra | 3 | 1 | 3 |  |
|  | 4               | UKF Nitra | 3 | 1 | 3 |  |
|  | 6               | Prešov    | 2 | 3 | 0 |  |

#### Risultati
| Gara 1 |                    |     |                                  |
|        |                    |     |                                  |
| 29-03  | UKF Nitra - Prešov | 3-2 | 22-25, 25-10, 19-25, 25-14, 15-9 |

| Gara 2 |                    |     |                            |
|        |                    |     |                            |
| 05-04  | Prešov - UKF Nitra | 3-1 | 20-25, 25-21, 25-11, 25-23 |

| Gara 3 |                    |     |                     |
|        |                    |     |                     |
| 08-04  | UKF Nitra - Prešov | 3-0 | 25-21, 25-16, 25-17 |

### Finale 7º posto

#### Tabellone
|  | Finale 7º posto |             |   |   |  |  |
|  |                 |             |   |   |  |  |
|  | 7               | Brusno      | 0 | 0 |  |  |
|  | 7               | Brusno      | 0 | 0 |  |  |
|  | 8               | ŠVK Pezinok | 3 | 3 |  |  |

#### Risultati
| Gara 1 |                      |     |                     |
|        |                      |     |                     |
| 29-03  | Brusno - ŠVK Pezinok | 0-3 | 14-25, 16-25, 23-25 |

| Gara 2 |                      |     |                     |
|        |                      |     |                     |
| 04-04  | ŠVK Pezinok - Brusno | 3-0 | 25-22, 25-21, 25-19 |

## Classifica finale
| Pos | Squadra           | Qualificazione        |
| --- | ----------------- | --------------------- |
|     | Slávia Bratislava |                       |
| 2   | VKP Bratislava    |                       |
| 3   | Hit Trnava        | Challenge Cup 2023-24 |
| 4   | Nové Mesto n/V    |                       |
| 5   | UKF Nitra         |                       |
| 6   | Prešov            |                       |
| 7   | ŠVK Pezinok       |                       |
| 8   | Brusno            | Challenge Cup 2023-24 |
| 8   | Žilina            | 1. Liga 2023-24       |

## Premi individuali
| Premio                 | Nome                 | Squadra           |
| ---------------------- | -------------------- | ----------------- |
| MVP                    | Michaela Štepanovská | Hit Trnava        |
| Miglior palleggiatrice | Anna Kohútová        | VKP Bratislava    |
| Miglior opposto        | Darja Doluda         | Slávia Bratislava |
| Miglior schiacciatrice | Alexandra Fričová    | Slávia Bratislava |
| Miglior schiacciatrice | Michaela Štepanovská | Hit Trnava        |
| Miglior centrale       | Michaela Páneková    | Slávia Bratislava |
| Miglior centrale       | Ema Smiešková        | Hit Trnava        |
| Miglior libero         | Ema Magdinová        | Slávia Bratislava |

## Statistiche
| Rendimento individuale | Rendimento individuale | Rendimento individuale | Rendimento individuale |
| Pos.                   | Nome                   | Punti                  | Squadra                |
| ---------------------- | ---------------------- | ---------------------- | ---------------------- |
| 1                      | Michaela Štepanovská   | 577                    | Hit Trnava             |
| 2                      | Zuzana Konárová        | 479                    | Hit Trnava             |
| 3                      | Sára Dlhošová          | 413                    | UKF Nitra              |
| 4                      | Kristína Čierna        | 403                    | Nové Mesto n/V         |
| 5                      | Ivana Povrazníková     | 398                    | Hit Trnava             |
| 6                      | Darja Doluda           | 392                    | Slávia Bratislava      |
| 7                      | Katarína Paulínyová    | 387                    | Prešov                 |
| 8                      | Bianka Bodnárová       | 373                    | UKF Nitra              |
| 8                      | Sára Pisarčíková       | 373                    | Prešov                 |
| 10                     | Denisa Martáková       | 372                    | Nové Mesto n/V         |

| Attacchi vincenti | Attacchi vincenti    | Attacchi vincenti | Attacchi vincenti |
| Pos.              | Nome                 | Punti             | Squadra           |
| ----------------- | -------------------- | ----------------- | ----------------- |
| 1                 | Michaela Štepanovská | 476               | Hit Trnava        |
| 2                 | Zuzana Konárová      | 411               | Hit Trnava        |
| 3                 | Sára Dlhošová        | 362               | UKF Nitra         |
| 4                 | Katarína Paulínyová  | 331               | Prešov            |
| 5                 | Sára Pisarčíková     | 327               | Prešov            |
| 6                 | Denisa Martáková     | 324               | Nové Mesto n/V    |
| 7                 | Bianka Bodnárová     | 323               | UKF Nitra         |
| 8                 | Kristína Čierna      | 318               | Nové Mesto n/V    |
| 9                 | Darja Doluda         | 316               | Slávia Bratislava |
| 10                | Ivana Povrazníková   | 313               | Hit Trnava        |

| Muri vincenti | Muri vincenti         | Muri vincenti | Muri vincenti     |
| Pos.          | Nome                  | Punti         | Squadra           |
| ------------- | --------------------- | ------------- | ----------------- |
| 1             | Katarína Lukáčová     | 79            | Prešov            |
| 2             | Renáta Vojtechová     | 75            | UKF Nitra         |
| 3             | Ema Smiešková         | 68            | VKP Bratislava    |
| 4             | Viktória Veliká       | 58            | Nové Mesto n/V    |
| 5             | Barbora Baráthová     | 57            | UKF Nitra         |
| 6             | Marína Siládiová      | 56            | Slávia Bratislava |
| 7             | Júlia Kafková         | 53            | Žilina            |
| 7             | Michaela Páneková     | 53            | Slávia Bratislava |
| 9             | Kamila Slivková       | 52            | Slávia Bratislava |
| 10            | Michaela Schniererová | 51            | Prešov            |

| Battute vincenti | Battute vincenti     | Battute vincenti | Battute vincenti  |
| Pos.             | Nome                 | Punti            | Squadra           |
| ---------------- | -------------------- | ---------------- | ----------------- |
| 1                | Michaela Štepanovská | 70               | Hit Trnava        |
| 2                | Kristína Čierna      | 60               | Nové Mesto n/V    |
| 3                | Sofia Sivičeková     | 57               | Hit Trnava        |
| 4                | Katarína Lukáčová    | 48               | Prešov            |
| 5                | Erika Rešutíková     | 47               | Brusno            |
| 6                | Zuzana Konárová      | 46               | Hit Trnava        |
| 7                | Ivana Povrazníková   | 45               | Hit Trnava        |
| 8                | Darja Doluda         | 44               | Slávia Bratislava |
| 9                | Katarína Bognárová   | 38               | ŠVK Pezinok       |
| 10               | Magdaléna Kováčiková | 37               | Žilina            |
| 10               | Sára Pisarčíková     | 37               | Prešov            |
| 10               | Ema Smiešková        | 37               | VKP Bratislava    |